# ولاية قوجالة
وِلَايَةُ قُوجَالَة (بالتركية: قوجه‌ایلی ولایت/Kocaeli ili) ولاية تركية في شرق إسطنبول ما بين البحر الأسود وخليج إزميد من أَخْلِجَةِ بحر مرمرة وبه عاصمتها إزميد، وأقضيتها متصلة حتى تُسَامِتَ بحيرة صبنجة فلا تجاوزها إلى جهة الشرق حيث ولاية سقارية، لكنها تنفسح إلى الجنوب ما بينها وبين خليج إزميد حتى تتصل بولايتي برصة ويالوة. ولقوجالةَ مرافئُ جيدة على بحرِ مرمرةَ ومنها ما خصص لأمر الجند كقاعدة كلجك البحرية.
تبلغ مساحتها 3,635 كم² ويبلغ عدد سكانها 1,997,258 نسمة كما يبلغ معدل الكثافة السكانية 551 /كم².